# ふるさと皆様劇場
ふるさと皆様劇場（ふるさとみなさまげきじょう）は、NHKのテレビバラエティ番組。末期は『BSふるさと皆様劇場』というタイトルで放送していた。

## 概要
毎回全国各地の市民会館、公民館、芝居小屋で公開収録し、大衆演劇劇団の公演をイメージした内容で展開されていく。レギュラー出演者に毎回女性歌手・タレント（主に演歌系歌手）らがゲストに加わる。
芝居コーナー・歌謡コーナ・トークコーナーの3つを番組の柱としている。日本を代表する名作を番組風にアレンジした「名作パロディー」をはじめ、公開収録が行われる自治体の紹介、カラオケリクエストなど、出演者と観客が一体となった番組作りを進めている。
芝居コーナーの場面転換時のBGMは連続テレビ小説『ロマンス』の主題歌「夢こそ人生」の出だし部分をインストゥルメンタルにアレンジしたものが使用されていた。
カメラマンなどのスタッフは全員が法被を着ている。また、出演家族や3組の出演夫婦（LOVE LOVEダーリンショー）の記念撮影の時には梅沢が言う「1+1は」のあとに全員で「2」と言わせて撮影するのがお約束になっている。
1997年の8月14日と9月20日に特番として放送され、1998年5月2日からほぼ月1回のレギュラー番組としてスタート。1998年度から2004年度までは総合テレビの「土曜特集」枠で放送されたが、2005年度から衛星第2テレビにチャンネルを移して放送された。NHKワールド・プレミアムでも月1回の月曜日（末期は金曜日）に放送された。オープニングアニメーションは1998年度の番組スタート時から倉橋達治が担当。2004年度には地上デジタル放送に対応するため微妙にリニューアル、ハイビジョン放送でしか見えないお地蔵さんなどが追加された。BS放送に移った2005年度からはBSのロゴが追加されている。
2009年2月28日の放送をもって、12年間の歴史に幕を閉じた。番組のフォーマットなどは『ごきげん歌謡笑劇団』（のちに前川清もゲスト出演を果たしている）へと受け継がれた。
また、番組競演がきっかけで梅沢（および劇団）と前川によるジョイント公演が2000年から2009年にかけて行われていた。
2003年〜2005年にかけてTBS系列で『月曜ミステリー劇場・駅前タクシー湯けむり事件案内シリーズ』が放送され、「名作パロディー」のスピンオフとして放送された。

## 放送時間
- 総合テレビ時代
  - 不定期土曜日　19:30〜20:40
- 衛星第2テレビ移行後

デジタル放送は16:9のワイドサイズで放送
- 2006年まで　月1回土曜日
- 2007年1月から2009年2月まで　原則毎月最終日曜日　19:30〜20:50

## 主な出演者
- 前川清
- 梅沢富美男
- 梅沢武生劇団

## テーマ曲
- オープニング　「土曜特集ふるさと皆様劇場オープニングテーマ」（作曲：宮川泰）[1]
- エンディング　「旅」（前川清・梅沢富美男）→「ふるさと訪ね旅」（梅沢富美男）
  - 作詞・作曲　吉幾三